# Henryk Mierzejewski

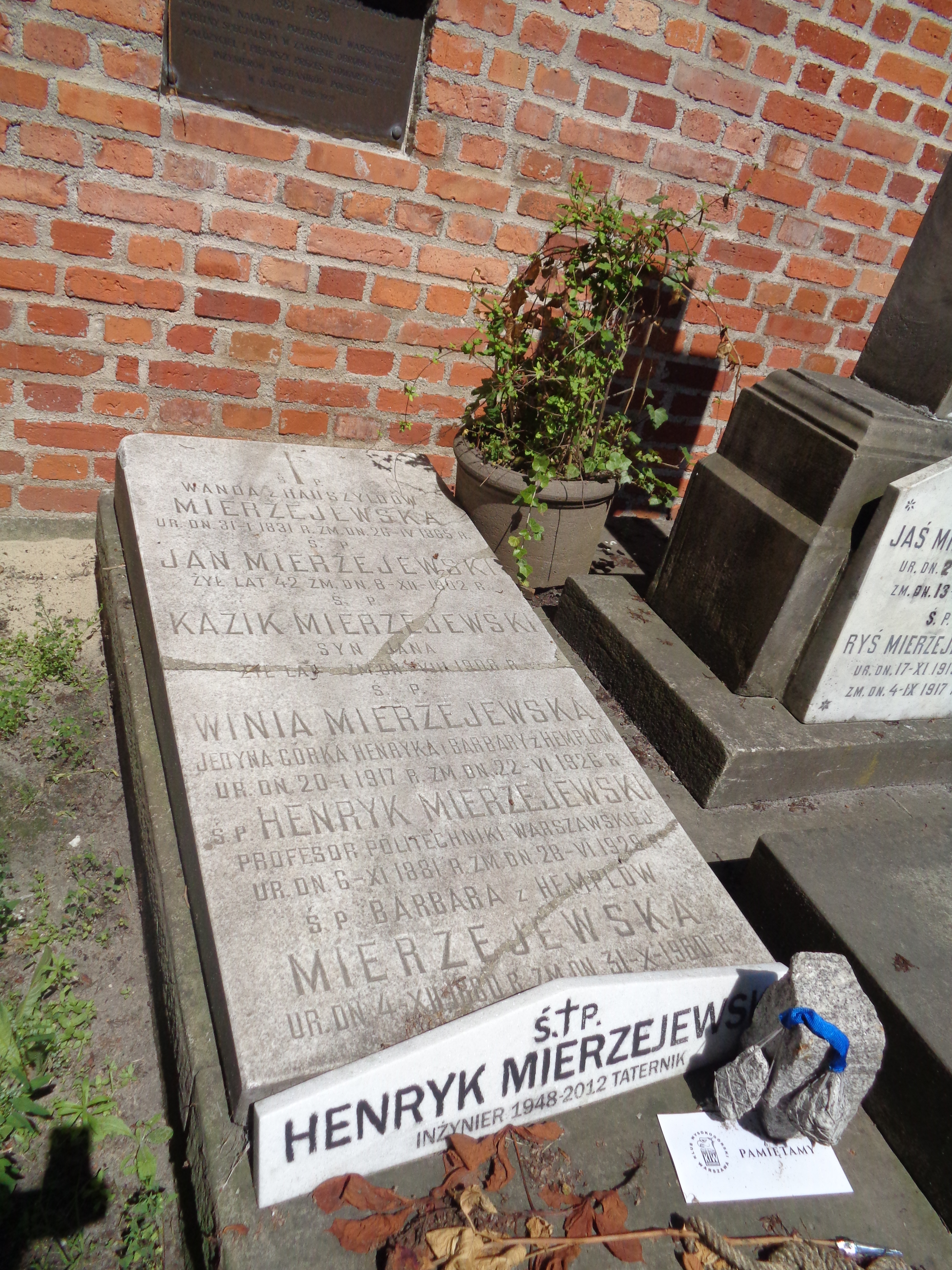
Grób Henryka Mierzejewskiego na cmentarzu Powązkowskim

Henryk Mierzejewski (ur. 6 listopada 1881 w Warszawie, zm. 28 czerwca 1929) – polski inżynier, założyciel Stowarzyszenia Inżynierów i Techników Mechaników Polskich (SIMP).

## Dzieciństwo
Urodził się 6 listopada 1881 r. w Warszawie na Solcu, w rodzinie z tradycjami technicznymi. W wieku 12 lat uległ poważnemu wypadkowi, po którym w nodze wywiązała się gruźlica kości. Z powodu choroby musiał czterokrotnie poddać się skomplikowanym operacjom. Konsekwencją tych zabiegów była krótsza prawa noga.

## Lata nauki
Do eksternistycznej matury przystąpił w 1900 r. w Szkole Handlowej Franciszka Laskusa w Warszawie, którą zaliczano do lepszych zakładów nauczających, dających gruntowne przygotowanie do pracy zawodowej. Jesienią 1900 r. Mierzejewski zdecydował się podjąć studia na Wydziale Mechanicznym Instytutu Politechnicznego w Warszawie. Wolne dni spędzał na wiecach organizowanych przez A. Niemojowskiego, redaktora pisma „Kuźnica”. Jeden z wieców miał się odbyć 12 stycznia 1905 roku, na którym zgromadziło się niemal 160 osób. Zaraz na początku wiecu do lokalu wkroczyła policja i po odnotowaniu personaliów uczestników zwolniła wszystkich oprócz jednego ucznia i 6 studentów, w tym Mierzejewskiego. Po podpisaniu zobowiązania, że nie opuści Warszawy bez zezwolenia władz, następnego dnia zwolniono go.

## Działalność
Podczas obserwacji środowiska konspiracyjnego 16 listopada 1905 r. władze zatrzymały Mierzejewskiego. Znaleziono przy nim ulotki i odezwy, co stało się głównym powodem osadzenia go w areszcie, z którego został zwolniony dopiero w połowie grudnia. Na skutek wszczętego śledztwa do więzienia trafiło około 25 osób. Mierzejewski został skazany ma trzyletnie zesłanie na Syberię, lecz ze względu na zły stan zdrowia, udało mu się wywalczyć przedterminowe zwolnienie.
Decyzję z 26 stycznia 1907 r. nakazującą zesłanie zamieniono na przymusowy wyjazd za granicę. W tej sytuacji Mierzejewski zdecydował się na wyjazd do Liège w Belgii. Rozpoczął tam naukę na Wydziale Technicznym na jednym z tamtejszych uniwersytetów. Na uczelni przebywał od 1907 do 1909 r. Ukończył z wyróżnieniem Wydział Techniczny o specjalności inżyniera mechanika. Podjął pracę w fabryce obrabiarek „Gerlach i Pulst”.
W pracy Mierzejewski był wiodącym konstruktorem, który przyczynił się znacząco do zbudowania w rekordowym czasie (10 miesięcy) wielkiej heblarko-strugarki podłużnej o masie ponad 122 ton. W 1913 r. książka nosząca spolszczony tytuł Zasady organizacji naukowej zakładów przemysłowych (Frederic Winslow Taylor) została przetłumaczona przez Mierzejewskiego i wydana nakładem „Przeglądu Technicznego”, wzbogacając tym samym ubogie piśmiennictwo techniczne. Wkrótce wydanie nowej publikacji uznano za jeden z najważniejszych elementów w rozwoju naukowej organizacji pracy na ziemiach polskich.
W latach 1909–1916 wykładał obróbkę metali oraz organizację warsztatów w ramach Kursów Wieczornych dla Techników na Wydziale Technicznym Towarzystwa Kursów Naukowych w Warszawie. Był także autorem wydanej przez TKN książki Zasady obróbki metali, Warszawa 1914.
Wraz z innymi od 1915 współorganizator Politechnici Warszawskiej, gdzie niebawem otrzymał tytuł profesora. Za naturalne uważał przeznaczyć swe honoraria na organizację Laboratorium Obróbki Metali i Pomiarów Warsztatowych. Po odzyskaniu niepodległości w Polsce, rozpoczęły się prace nad utworzeniem samodzielnego stowarzyszenia mechaników. 28 czerwca 1926 r., grupa założycielska Polskiego Komitetu Normalizacyjnego pod przewodnictwem prof. Mierzejewskiego doprowadziła do zebrania konstytucyjnego Stowarzyszenia Inżynierów i Techników Mechaników Polskich. Udział w tym zebraniu wzięło 37 osób, a na pierwszego prezesa wybrano Mierzejewskiego.

## Życie prywatne
Był synem Czesława Konstantego Antoniego (1854–1911) i Ireny Heleny z Krzywoszewskich (1857–1924), miał trójkę rodzeństwa: Stefana, Marię i Czesława.
8 stycznia 1911 roku zawarł związek małżeński z Barbarą z Hemplów (1880–1960). Mieli pięcioro dzieci: Jana (1914–1915), Krzysztofa (1915–1917), Malwinę (1917–1926), Czesława (1919–1977) i Jerzego (1922–1987).

## Śmierć
Zmarł nagle 28 czerwca 1929 r. wskutek ataku dusznicy bolesnej (według innego źródła na atak serca). Został pochowany na cmentarzu Powązkowskim (kwatera Pod Murem IV-1-68,69).

## Ordery i odznaczenia
- Krzyż Komandorski Orderu Odrodzenia Polski (10 listopada 1928)[4][5]

## Upamiętnienie
Henryk Mierzejewski jest patronem Zespołu Szkół Mechaniczno-Informatycznych w Lęborku.